# Josef Siuda
Josef Siuda [jozef šuda] (* 24. ledna 1930) je bývalý český fotbalový útočník.

## Hráčská kariéra
V československé nejvyšší soutěži hrál za Baník Ostrava a Tankistu Praha/Duklu Pardubice. Vstřelil patnáct prvoligových branek. V ročníku 1954 byl u prvního výraznějšího úspěchu Baníku v I. lize, když devíti brankami přispěl ke druhému místu za pražskou Spartou.

### Reprezentace
Dvakrát nastoupil za B-mužstvo Československa, aniž by skóroval. Debutoval 19. října 1952 v Brně proti B-mužstvu Maďarska (nerozhodně 1:1), naposled reprezentoval 4. října 1953 v Budapešti proti stejnému soupeři (prohra 1:2, byl střídán Pucherem).

### Prvoligová bilance
| Ročník          | Zápasy | Góly | Minuty | Klub            |
| --------------- | ------ | ---- | ------ | --------------- |
| I. liga 1953    | –      | 2    | –      | Baník Ostrava   |
| I. liga 1954    | –      | 9    | –      | Baník Ostrava   |
| I. liga 1955    | –      | 3    | –      | Tankista Praha  |
| I. liga 1955    | –      | 0    | –      | Baník Ostrava   |
| I. liga 1957/58 | –      | 1    | –      | Dukla Pardubice |
| I. liga 1957/58 | –      | 0    | –      | Baník Ostrava   |
| CELKEM I. LIGA  | –      | 15   | –      |                 |